# Indoeuropeistica
L'indoeuropeistica (detta anche linguistica indoeuropea o filologia indoeuropea) è quella branca della linguistica storica e della linguistica comparativa che si occupa della ricostruzione della lingua protoindoeuropea e delle evoluzioni storiche delle lingue indoeuropee. Sorta su basi scientifiche nel secondo decennio del XIX secolo, ha elaborato e si avvale principalmente del metodo comparativo che consente, attraverso il confronto tra le lingue note, l'individuazione di corrispondenze strutturali sistematiche, attraverso le quali è possibile elaborare un quadro d'insieme di quella lingua indoeuropea che di per sé non ci è nota, essendo una lingua preistorica che quindi non ha lasciato testimonianze dirette. Insieme all'archeologia e alla storia, l'indoeuropeistica cerca anche di ricostruire, sempre per via induttiva, i caratteri del popolo protoindoeuropeo che parlò tale lingua, e il suo successivo smembramento che diede origine ai popoli indoeuropei storicamente noti.

## Storia

### La fase pionieristica (XVII-XVIII secolo)
Fin dal Medioevo viaggiatori e mercanti notarono, casualmente e sporadicamente, alcune somiglianze tra le lingue europee e quelle dell'India, senza tuttavia essere in grado di fornire spiegazioni per tali affinità. In particolare, fu il fiorentino Filippo Sassetti a notare nel 1585 singolari somiglianze tra il sistema dei numerali latini e quelli sanscriti. All'epoca non fu possibile tuttavia cogliere l'importanza dell'osservazione, che non riguardava coincidenze casuali ma sistematiche; analogamente, rimasero al livello di mera curiosità le osservazioni di altrettante correlazioni nel campo del sistema della terminologia di parentela. La prima formulazione dell'esistenza di un comune antenato di gran parte delle lingue storiche dell'Europa e dell'Asia centro-occidentale risale al 1686, quando Andreas Jäger ipotizzò, nel suo De lingua vetustissima Europae, che greco, latino, lingue germaniche, lingue celtiche, lingue slave e persiano fossero il risultato dell'evoluzione di una lingua estinta, parlata anticamente nei pressi del Caucaso e cui diede il nome di "scitoceltico".

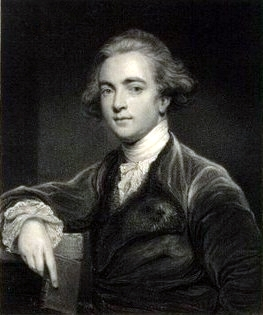
William Jones

Nel corso del XVIII secolo i progressi nel campo furono limitati, anche se parallelamente si andò approfondendo tra gli europei la conoscenza, fino ad allora assai superficiale, della lingua sanscrita. Decisiva, in questo senso, fu la dominazione britannica dell'India. Il 2 febbraio 1786 William Jones, orientalista britannico che in India lavorava come giudice al Tribunale supremo di Calcutta, pronunciò, presso l'Asiatic Society del Bengala da lui fondata e della quale era presidente, il discorso che viene considerato il punto di svolta nel cammino di nascita dell'indoeuropeistica:
(William Jones, Discorso presidenziale alla Royal Asiatic Society of Bengala, 2 febbraio 1786)
Limitandosi ad additare l'esistenza di questa famiglia linguistica, Jones aprì la strada affinché altri indagassero sistematicamente tali relazioni linguistiche.
Indipendentemente e contemporaneamente, in Europa importanti contributi vennero dai fratelli Schlegel: Wilhelm August editò il Bhagavad Gita e il Rāmāyaṇa; Friedrich nel 1808 pubblicò Über die Sprache und Weisheit der Indier, considerato uno tra i testi fondanti della tipologia linguistica. Nel suo saggio, Schlegel abbozzò una classificazione morfologica (lingue flessive, lingue agglutinanti, ecc.) e, nel campo specifico della proto-indoeuropeistica, riaffermò l'esistenza di una parentela genetica tra sanscrito, persiano, greco, latino, ecc. La profonda influenza di Schlegel sulla cultura europea a lui contemporanea fu decisiva nell'indirizzare l'attenzione della comunità scientifica verso l'elaborazione delle prime basi dell'indoeuropeistica. Dopo la prima, mediocre grammatica di Paolino da San Bartolomeo (Sidharubam seu Grammatica Samscrdamica, pubblicata a Roma nel 1790), nel 1805 Henry Thomas Colebrooke diede alle stampe A Grammar of the Sanscrit Language, che divenne il punto di riferimento dell'intera linguistica europea e che rese possibile la fondazione stessa dell'indoeuropeistica.

### Nascita e sviluppo dell'indoeuropeistica come scienza (XIX secolo)

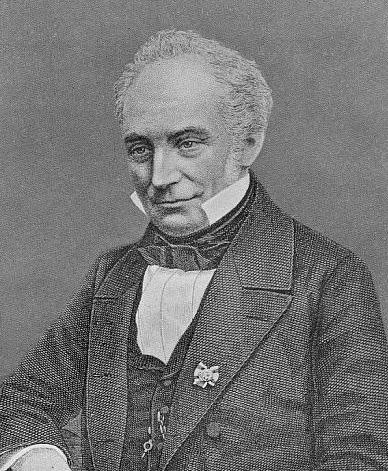
Franz Bopp

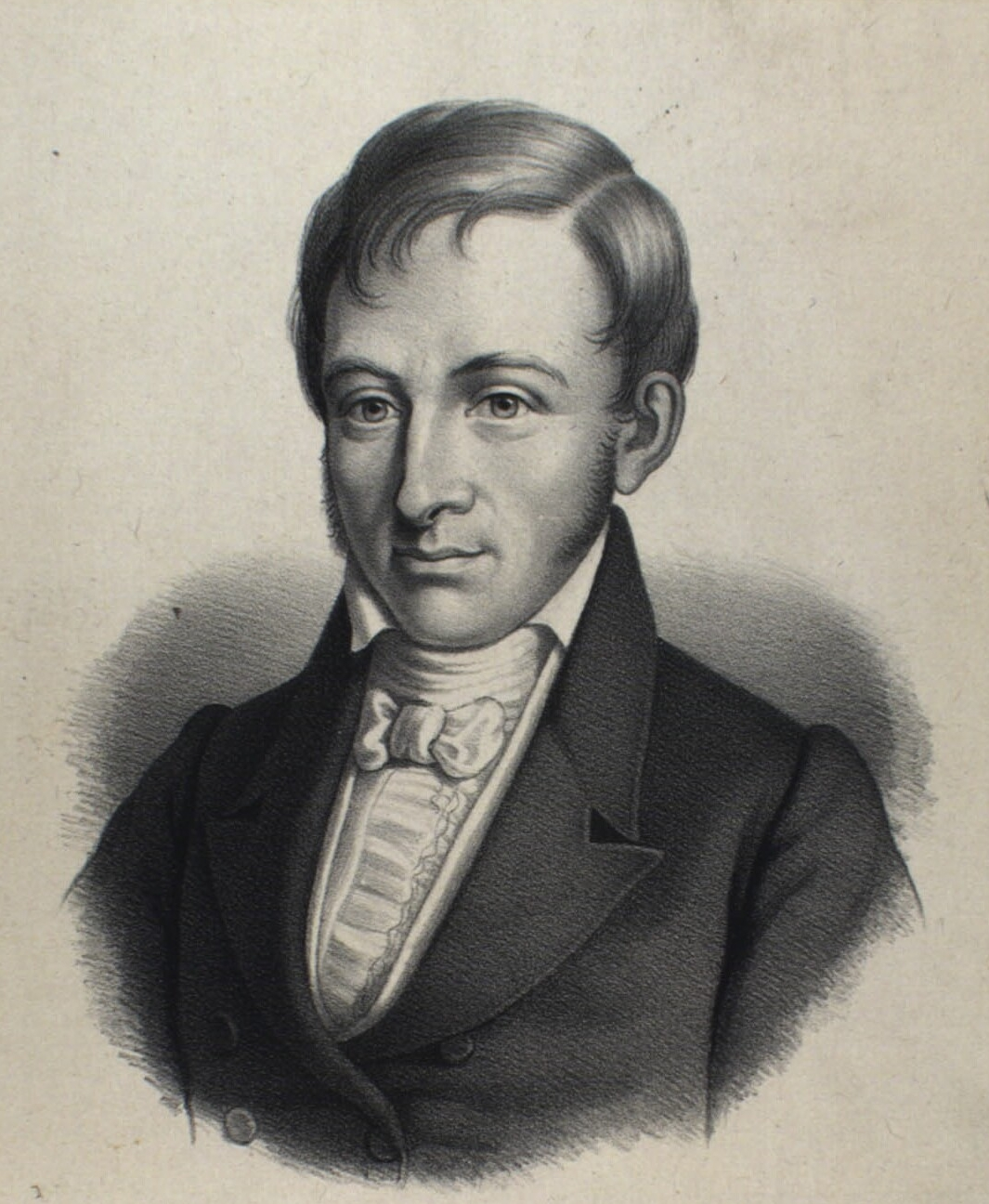
Rasmus Christian Rask

La nascita dell'indoeuropeistica come scienza, e più in generale della linguistica comparata, è datata al 1816, anno in cui il tedesco Franz Bopp pubblicò Über das Conjugationssystem der Sanskritsprache in Vergleichung mit jenem der griechischen, lateinischen, persischen und germanischen Sprache, nel quale per la prima volta venivano studiate sistematicamente le relazioni tra le lingue indoeuropee al di là delle semplici analogie lessicali, che potrebbero essere frutto di coincidenze o di prestiti. Bopp, al contrario, mostrò come i nessi tra le lingue della famiglia coinvolgano anche i sistemi grammaticali e i sistemi morfologici, che non possono essere oggetto di scambi tra le lingue, ma soltanto derivare da un comune antenato.
Cronologicamente anteriore, ma diffuso soltanto dopo il lavoro di Bopp fu quello del danese Rasmus Christian Rask, Undersøgelse om det gamle Nordiske eller Islandske Sprogs Oprindelse (redatto nel 1814, pubblicato nel 1818). I risultati di Rask sono in gran parte simili a quelli di Bopp; tuttavia, il diverso percorso seguito dai due studiosi (Bopp era orientalista, Rask germanista) portò i due lavori a esiti complementari: se a Bopp si deve l'individuazione delle corrispondenze sistematiche dei sistemi morfologici, a Rask va il merito di aver individuato analoghe corrispondenze nel campo della fonetica.
Con Bopp e Rask furono gettate le fondamenta dell'indoeuropeistica. Grazie al metodo comparativo, tra i più rigorosi e affidabili strumenti a disposizione delle scienze umane, fu immediatamente possibile individuare come membri della famiglia linguistica indoeuropea  greco, latino, lingue germaniche e lingue indoiraniche; l'appartenenza al gruppo delle lingue celtiche, sostenuta da Rask e ipotizzata fin dai primi pionieristici momenti dell'indoeuropeistica, fu dimostrata definitivamente da Bopp nel 1838, quando il linguista tedesco aveva già potuto, grazie al contemporaneo sviluppo delle rispettive filologie, includere nell'elenco senza dubbi anche le lingue baltiche e le lingue slave. Fu ancora Bopp a riconoscere l'indoeuropeità dell'albanese, mentre quella dell'armeno come ramo a sé stante, particolarmente problematica a causa dell'estrema evoluzione del materiale linguistico indoeuropeo originario, venne solo nel 1875 grazie a Heinrich Hübschmann.

#### Ricostruzionismo
Una volta appurata l'esistenza stessa della famiglia linguistica indoeuropea, la neonata disciplina si indirizzò verso il tentativo di ricostruire la protolingua comune - l'indoeuropeo, appunto - attraverso la rigorosa applicazione del metodo comparativo. I primi indoeuropeisti come Bopp non pensarono nemmeno alla possibilità di tale ricostruzione, ma la generazione successiva di linguisti fu assai più ottimista: August Schleicher arrivò perfino a comporre in "indoeuropeo" una favola, La pecora e i cavalli.
Al di là degli eccessi di ottimismo, l'opera di ricostruzione fu portata avanti principalmente dalla Scuola neogrammaticale tedesca (i Junggrammatiker: Hermann Osthoff, Karl Brugmann, August Leskien, Berthold Delbrück, Hermann Paul), che arrivò a definire una prima, "classica" ricostruzione dell'indoeuropeo. I Neogrammatici, ispirati dalle contemporanee ricerche nel campo della filologia germanica che approdarono alla definizione della legge di Grimm e della legge di Verner, individuarono una serie di leggi che regolavano i rapporti fonetici nel passaggio dall'indoeuropeo ricostruito alle lingue indoeuropee storiche; particolare rilievo ha la legge di Leskien, secondo la quale il cambiamento fonetico, a parità di condizioni, avviene sempre con lo stesso risultato, senza eccezioni. Inoltre, i Neogrammatici introdussero anche i principi, complementari alla legge di Leskien, dell'analogia e del prestito. La ricostruzione neogrammaticale trovò la sua sintesi definitiva nella monumentale Grundriß der vergleichenden Grammatik der indogermanischen Sprachen (1897-1916) di Brugmann, che rappresentò per decenni il punto di riferimento dell'indoeuropeistica.

### I dibattiti dell'indoeuropeistica contemporanea (XX secolo)

#### Riduzionismo
Nei primi decenni del XX secolo la sintesi neogrammaticale fu oggetto di ripetuti interventi di riduzionismo: il complesso fonologico e morfosintatticco dell'indoeuropeo ricostruito dai Neogrammatici apparve via via sempre più insoddisfacente, sia per l'eccessiva rigidità, sia per l'eccessiva ricchezza di strutture. Tale tendenza riduzionista ricevette un decisivo impulso dalla decifrazione della lingua ittita, operata dal ceco Bedřich Hrozný nel 1917: l'ittita risultò essere non solo la lingua indoeuropea di più antica attestazione, ma mostrò anche di discostarsi significativamente dal paradigma neogrammatico, fondato sull'assioma di una maggior arcaicità - e dunque rilevanza nel definire la lingua comune - del greco e del sanscrito. La scoperta dell'ittita mandò così in crisi il « paradigma greco-sanscritista » dei Neogrammatici, imponendo la ricerca di una nuova ricostruzione dell'indoeuropeo comune.

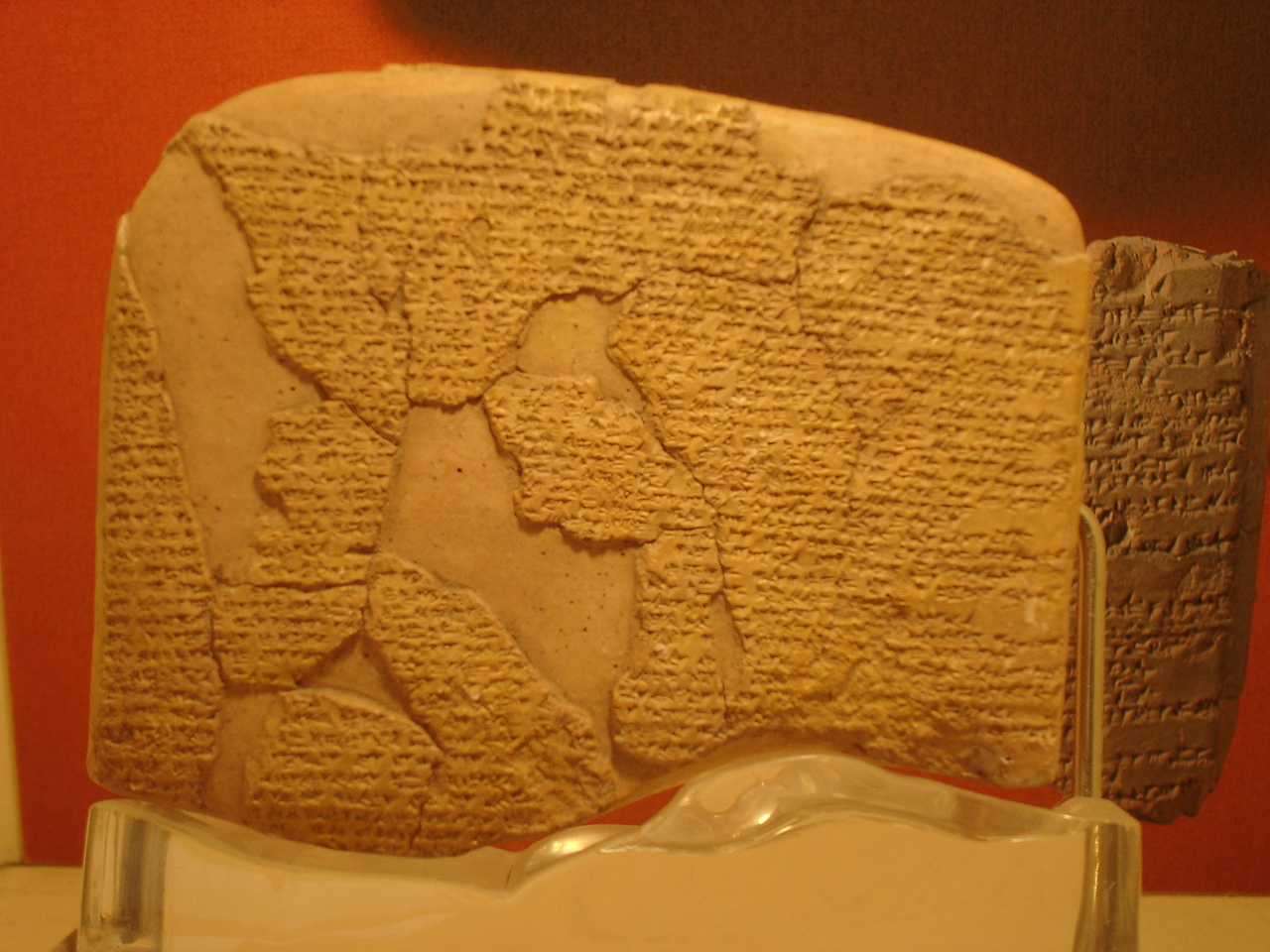
Versione in ittita del Trattato di Qadeš tra il re degli Ittiti Muwatalli II e il faraone egizio Ramesse II, siglato nel 1274 a.C. e rinvenuto negli archivi reali di Ḫattuša. È il più antico trattato di pace esistente ed è conservato presso il Museo archeologico di Istanbul

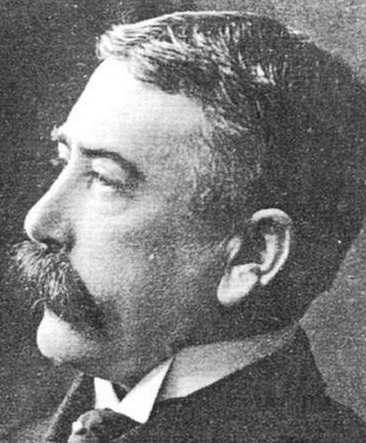
Ferdinand de Saussure

Il riduzionismo operò in tutti gli ambiti della lingua ricostruita. In campo fonetico, interessò sia il vocalismo sia il consonantismo. Il sistema vocalico ricostruito dai Neogrammatici prevedeva dieci vocali (a/e/i/o/u, ognuna nelle due varietà breve e lunga), ma già lo svizzero Ferdinand de Saussure in Mémoire sur le système primitif des voyelles dans les langues indoeuropéennes (1878) criticò la cattiva base comparativa di /a/; l'eliminazione di /a/ avrebbe però generato un sistema e/i/o/u tipologicamente inaccettabile, per cui fu proposta una differente ricostruzione del vocalismo nella serie a/e/i/u, tipologicamente valida e ricca di implicazioni dialettologiche. Attualmente le due ipotesi - a cinque o a quattro vocali - sono quelle che ottengono maggior consenso tra gli indoeuropeisti; scarso seguito hanno avuto le proposte di ridurre ulteriormente le vocali a due (e/o, per il polacco Jerzy Kuryłowicz o lo spagnolo Francisco Rodríguez Adrados) o addirittura a una (per il francese André Martinet).
L'attenzione dell'indoeuropeistica fu a lungo catalizzata dal dibattito sulla teoria delle laringali, postulata già da De Saussure nel Mémoire e ripresa dal danese Hermann Möller, dal francese Albert Cuny e da Jerzy Kuryłowicz. Già prima della scoperta dell'ittita era stata postulata la presenza di tre fonemi laringali (/h₁/, /h₂/, /h₃/) responsabili di alcune anomalie nel vocalismo indoeuropeo, ma tale ipotesi, fondata sulla ricostruzione interna e non sul metodo comparativo poiché di tali fonemi non si aveva testimonianza, incontrò inizialmente ampie resistenze. Fu la testimonianza dell'ittita, che effettivamente presenta questo tipo di suoni, a spianare la strada all'affermazione della teoria, nella formulazione generalmente condivisa del francese Émile Benveniste (Le vocabulaire des institutions indo-européennes, 1969). Minor successo hanno avuto le proposte di un numero diverso di laringali, da una a dieci; restano tuttavia in quest'ambito alcuni nodi irrisolti, sia sul numero dei suoni, sia sulla loro effettiva articolazione fonetica.
Il paradigma neogrammaticale prevedeva per le occlusive cinque ordini (labiale, dentale, velare, palatale e labiovelare) e quattro serie (sonora, sorda, sonora aspirata, sorda aspirata), per un totale di venti fonemi. Anche in questo caso lo spunto riduzionista venne da De Saussure, e portò Kuryłowicz ad escludere dall'inventario le sorde aspirate; anche gli ordini furono oggetto di riduzionismo, con la condivisione dell'esclusione delle palatali proposta dal francese Antoine Meillet. Il sistema che ne risulta (sonora/sorda/sonora aspirata) presenta però gravi inconvenienti tipologici, ai quali l'indoeuropeistica cercò una soluzione postulando la teoria delle glottali. Elaborata in modo indipendente dal francese André-Georges Haudricourt, dai sovietici Vjačeslav Vsevolodovič Ivanov e Tamaz Gamkrelidze e dallo statunitense Paul J. Hopper, tale ipotesi fornisce per l'indoeuropeo un sistema di occlusive sonora/sorda/sorda glottalizzata tipologicamente accettabile, introducendo tuttavia nuove difficoltà ancora oggetto di elaborazione da parte della disciplina.
Riguardo alla morfologia, l'indoeuropeistica ha affinato progressivamente la ricostruzione delle radici e delle strutture morfosintattiche dell'indoeuropeo ricostruito. Nella flessione nominale, oggetto dei lavori e del dibattito dell'indoeuropeistica sono stati il genere (individuazione dei due suffissi del femminile; natura dell'opposizione originaria - se maschile/femminile o animato/inanimato), il numero (esistenza e grado di sviluppo del duale); il caso (sviluppo dei suffissi di nominativo, accusativo, vocativo, genitivo, dativo; esistenza e grado di sviluppo di strumentale, locativo, ablativo e direttivo) e le forme e lo sviluppo dei pronomi e degli aggettivi. Anche nel campo della flessione verbale l'indoeuropeistica novecentesca ha sottoposto a revisione la ricostruzione neogrammaticale, generalmente valutata come troppo sbilanciata verso l'accoglimento degli elementi peculiari del sanscrito e, soprattutto, del greco. Sono stati perciò rivisti gli elenchi delle desinenze di persona, tempo, numero e diatesi ed approfondita la ricostruzione e l'evoluzione dei morfemi caratteristici, così come di quelli di aspetto e di modo; anche in questo campo ha operato una tendenza riduzionista, volta soprattutto a sfoltire l'elenco di tempi, delle diatesi e dei modi da assegnare all'indoeuropeo comune.
Attualmente, l'indoeuropeistica non offre un corpus completo e concluso quale quello fornito dai Neogrammatici. Le varie teorie, in linea generale, appaiono compatibili tra di loro, tuttavia si tende a rinunciare alla formulazione di una « grammatica » compiuta, per privilegiare piuttosto l'analisi dei singoli ambiti. Tale tendenza è peraltro rafforzata dalla presa di coscienza che la scala temporale durante la quale l'indoeuropeo fu lingua viva fu molto ampia, dell'ordine dei millenni, e che pertanto ciò che è definito « indoeuropeo » è stato in realtà un corpo in costante evoluzione interna, dal quale le lingue storiche si sono separati in differenti momenti: sono cioè esistiti diversi « stadi » di indoeuropeo, a ognuno dei quali corrisponderebbe una ricostruzione differente. Inoltre, il metodo comparativo, sorretto dalla ricostruzione interna e dalla tipologia, è per sua natura in grado di approfondire l'evoluzione diacronica dei singoli fenomeni fonetici o morfosintattici, non di generare una struttura sincronica stabile.

#### Dialettologia
Fin dai primordi della linguistica indoeuropea, si è sviluppata una dialettologia indoeuropea mirante, da un lato, a descrivere le relazioni dialettali tra le varie famiglie linguistiche indoeuropee e, dall'altro, a individuare le eventuali parentele genetiche tra l'indoeuropeo stesso e altre protolingue preistoriche.

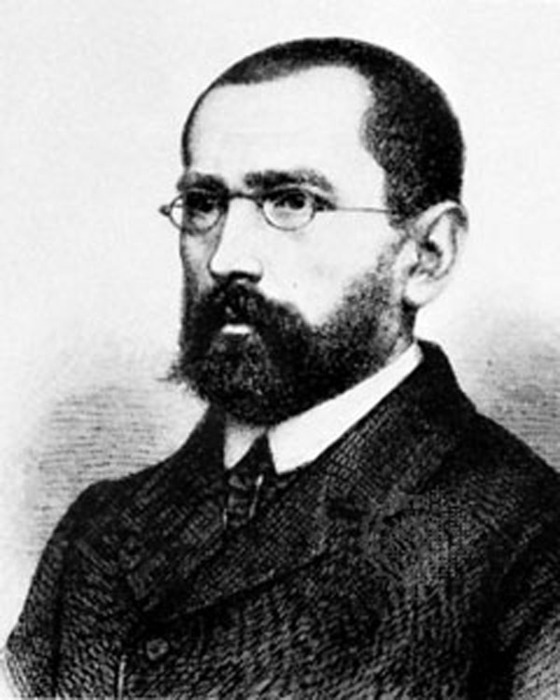
August Schleicher

Già durante la fase pionieristica della disciplina (XVII secolo), i linguisti indicarono le relazioni dialettali tra le varie lingue indoeuropee attraverso metafore parentali, parlando cioè di lingue «madri», «figlie», «sorelle» e così via. Dopo la fondazione dell'indoeuropeistica vera e propria tali metafore si sedimentarono in modelli ad albero genealogico, identici a quelli impiegati per le relazioni di parentela umane; il primo, nel 1853, fu tracciato da August Schleicher. Lo schema di Schleicher postulava alcuni dialetti intermedi tra l'indoeuropeo ricostruito e le lingue storiche, che avrebbero dovuto rendere conto dei maggiori vincoli che tali lingue sembravano avere; in particolare, l'indoeuropeista tedesco ipotizzò uno «slavo-germanico», dal quale poi sarebbe derivato oltre al germanico un altro dialetto intermedio, il baltoslavo, e un «ario-pelasgico», laddove «pelasgico» sarebbe stato una tappa dialettale posteriore comune a greco e latino.
Già nel 1858, però, Carl Lottner presentò un albero completamente differente, che come dialetti intermedi postulava un «indopersiano» e un «europeo»; lo stesso Schleicher, nel 1861, riformulò il proprio albero teorizzando questa volta un «ario-greco-italo-celtico» e uno «slavo-germanico», mentre altri studiosi proponevo altrettante variazioni. L'instabilità delle rappresentazioni, che portò al definitivo abbandono del modello, fu dovuta a due fattori principali: da un lato, l'approfondirsi delle conoscenze sulle varie lingue sembrò presentare nuovi elementi di affinità dialettale; dall'altro, la differente valutazione degli stessi elementi noti (se cioè arcaismi o innovazioni) portava a conclusioni diametralmente opposte. Il modello ad albero fu inoltre criticato poiché prevedeva implicitamente una frantumazione istantanea dell'unità indoeuropea, mentre tra gli indoeuropeisti si impose progressivamente l'idea, storicamente più verosimile, di una frammentazione scaglionata, con gruppi che si staccavano via via da un tronco comune, per poi magari re-incontrarsi - e quindi re-immettersi in un continuum linguistico - in sedi diverse da quelle originarie; il tutto in un processo di durata plurimillenaria.

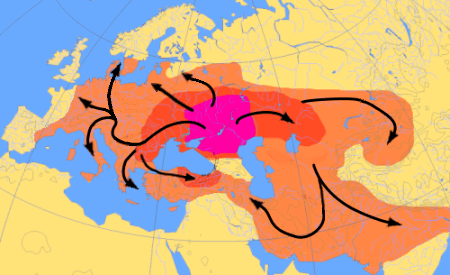
Schema sommario del processo di indoeuropeizzazione dell'Eurasia tra V e I millennio a.C., secondo la teoria kurganica

Un tentativo alternativo di rendere la complessità dei nessi dialettali tra le lingue indoeuropee fu proposto, nel 1872, da Johannes Schmidt: la  teoria delle onde. Tale schema prevedeva un continuum dialettale tra tutte le lingue indoeuropee, con alcune più prossime ad altre, ma nel quale una singola innovazione poteva «propagarsi», come i cerchi delle onde, non solo ai dialetti contigui, ma anche - seppure in numero minore - anche a quelli più remoti. Come quello ad albero, anche il modello a onde è teoricamente possibile; tuttavia, il suo impiego per la descrizione dei nessi dialettali indoeuropei si rivelò poco produttivo. Entrambi, in particolare, avevano il difetto di essere sistemi chiusi: la scoperta di una nuova lingua li avrebbe resi inevitabilmente totalmente errati - cosa che accadde in effetti con la decifrazione dell'ittita, nel 1917.
L'insieme dei problemi da risolvere - dialettalizzazione scaglionata, contatti secondari tra le lingue, tappe intermedie comuni, valutazione di arcaismi e innovazioni, ecc. - portò gli indoeuropeisti nel XX secolo a operare con modelli radicalmente differenti: quelli della scissione scaglionata. Tali schemi, inoltre, consentono di inquadrare anche cronologicamente, e non soltanto linguisticamente, la successione del frazionamento dell'insieme indoeuropeo nei vari rami della famiglia linguistica indoeuropea, senza per questo porre alcun vincolo a eventuali contatti secondari avvenuti in momenti storici successivi. Tra i primi schemi di questo tipo, quello proposta da George L. Trager ed Henry L. Smith nel 1951: una proposta presto rigettata nella sua specifica formulazione, ma ampiamente accettata dal punto di vista dello schema, tutt'oggi quello di uso comune nell'indoeuropestica anche perché perfettamente compatibile con la teoria kurganica dell'indoeuropeizzazione dell'Eurasia.
L'ampiezza e i caratteri dei nessi dialettali tra le lingue indoeuropee sono attualmente uno dei temi più dibattuti dall'indoeuropeistica, con poco accordo all'interno della comunità scientifica sui dettagli del complicato e plurimillenario processo di separazione e continuo riavvicinamento tra le lingue. Esistono tuttavia alcuni punti ampiamente, se non addirittura unanimemente condivisi. Uno è la certezza che il gruppo anatolico fu il primo ramo a staccarsi dal tronco comune, probabilmente nel IV millennio a.C.; allo stesso modo, c'è accordo nel considerare il gruppo indoiranico erede dell'indoeuropeo più recente. Sono spesso individuati tratti dialettali specifici condivise dalle lingue indoiraniche con l'armeno, il frigio e il greco, il che porta molti indoeuropeisti a concludere che anche queste tre lingue derivino da una varietà tarda di indoeuropeo, parlata nel tardo III millennio a.C. Per le altre famiglie linguistiche indoeuropee il quadro appare più confuso; la loro origine viene generalmente collocata all'inizio del III millennio, ma con tappe di sviluppo secondarie in parte comuni e in parte originali, ancora oggetto di studio. Ancora allo stadio di ipotesi è poi la proposta di individuare uno strato ancora più antico di lingue indoeuropee, generatosi nel V millennio a.C. e dunque anteriore perfino alle lingue anatoliche, che avrebbe lasciato alcune testimonianze nell'idronomia dell'Europa, ma non eredi storiche note.

#### Nostratistica
Un particolare ramo dell'indoeuropeistica si è incaricato di indagare i possibili legami dell'indoeuropeo con altre protolingue preistoriche, ovvero di inserire lo stesso indoeuropeo all'interno di una famiglia linguistica più ampia. Già lo stesso Bopp ipotizzò, nelle sue prime opere, possibile relazioni tra la famiglia indoeuropea e quella  maleo-polinesiana o quella caucasica, salvo poi lasciar cadere lui stesso tali idee, prive di adeguato supporto metodologico. Nel corso del XIX secolo e dei primi decenni del XX furono proposte via via altre possibili parentele per l'indoeuropeo (il coreano per Hermann Güntert e Heinrich Koppelmann, il sumero per Charles Autran, il cinese per Hans Jensen, l'ainu per Pierre Naert, ecc.), senza che nessuna superasse lo stadio dell'ipotesi astratta, se non della mera elucubrazione.
Da Nicolai Anderson a Holger Pedersen, particolarmente attiva fu la ricerca di possibili legami con le lingue ugrofinniche, che riuscì ad andare oltre a isolate coincidenze lessicali e iniziò a scorgere alcune corrispondenze sistematiche. A partire da queste, l'indoeuropeistica andò via via affinando la comparazione non tra l'indoeuropea e un'altra, singola famiglia linguistica, ma tra un insieme di famiglie linguistiche euroasiatiche, che potrebbero risalire a un medesimo antenato: la "lingua nostra" o "nostratico", secondo la definizione coniata da Pedersen stesso in analogia al "Mare nostrum". A partire da metà XX secolo, la nostrasistica si sforzò così di identificare corrispondenze sistematiche, dovendo però operare con strumenti in parte differenti da quelli che hanno fondato l'indoeuropeistica, primo fra tutti il metodo comparativo tra sistemi grammaticali. L'indagine nostrasistica deve risalire a stadi delle protolingue tanto antichi da precedere la stessa formazione dei sistemi grammaticali che le caratterizzano, ed è per questo stata vista con scetticismo da molti linguisti; tuttavia, è stato possibile isolare alcune costanti fonologiche, lessicali e morfologiche che hanno posto le basi della nostrastica. Secondo studi condotti da Vladislav Markovič Illič-Svityč e Aron Borisovič Dolgopol'skij e sostenuti tra gli altri da Vittore Pisani e Raimo Anttila, vengono riconosciuti come membri della famiglia nostratica, oltre alle indoeuropee, le lingue ugrofinniche, le lingue afroasiatiche, le lingue altaiche, le lingue cartveliche e le lingue dravidiche.

#### Antichità indoeuropee
Fin dalle origini della scienza, un filone dell'indoeuropeistica tentò, in accordo con la storia e l'archeologia, di individuare le caratteristiche concrete dei parlanti l'indoeuropeo ricostruito - gli «Indoeuropei», appunto. Tale campo di ricerca è spesso definito «antichità indoeuropee» e ha caratteristiche metodologiche peculiari, trattandosi di un popolo preistorico del quale non è nota con certezza l'ubicazione. La ricerca ha proceduto seguendo due direttrici. Da un lato ha tentato, appoggiandosi alla dialettologia, di risalire alla «patria originaria» degli Indoeuropei (Urheimat), il luogo ove vissero come popolo unitario, e di fornire di conseguenza indicazioni utili all'archeologia; dall'altro, il tentativo è stato quello di risalire a certe caratteristiche del popolo indoeuropeo, almeno a sommi capi, dallo studio stesso della loro lingua. I due filoni, complementari, hanno subito forti oscillazioni nel corso dei due secoli di storia dell'indoeuropeistica, per arrivare attualmente a essersi attestati intorno a un nucleo di conoscenze condivise e un più ampio insieme di teorie ancora allo stadio ipotetico.
La ricostruzione delle antichità indoeuropee impostata sul metodo lessicalistico porta allo sviluppo di un'archeologia linguistica (o «paleontologia linguistica») e risale alla metà del XIX secolo, con i lavori del tedesco Adalbert Kuhn e soprattutto da quelli sistematici dello svizzero Adolphe Pictet. Come nel ricostruzionismo della lingua comune, anche quello degli usi e costumi del popolo conobbe una massima fioritura e uno slancio d'ottimismo nel XIX secolo, per poi essere soggetto a revisione critica nel secolo seguente. Al metodo lessicalistico si imputò in particolare l'eccessiva vaghezza dei concetti ricostruiti: per esempio, è indubbio che gli Indoeuropei conobbero la figura del «re» (indoeuropeo *h₃rēǵ-s > sanscrito rā́j, antico irlandese rí, latino rēx), ma non è possibile comprendere che cosa fosse concretamente questo «re» nella società indoeuropea. Inoltre, dalla stessa radice possono essere derivate parole con significati simili, ma non perfettamente coincidenti; l'archeologia linguistica non ha, in linea generale, strumenti per individuare quale fosse quello «giusto»: per esempio, dall'indoeuropeo *bʰeh₂ǵos vengono il latino fāgus e l'alto tedesco antico buohha «faggio», ma anche il greco phēgós «quercia» e il russo buk «salice».
Nella seconda metà del XX secolo il metodo lessicalistico venne perciò affiancato dal metodo testuale, volto a identicare quanto di originariamente indoeuropeo si sia trasmesso non nelle singole parole, quanto piuttosto nelle testimonianze poetiche, mitologiche, religiose e letterarie storicamente attestate. Questo metodo ha registrato particolari sviluppi nella ricerca sulla poetica indoeuropea con gli italiani Marcello Durante ed Enrico Campanile e con lo statunitense Calvert Watkins, mentre nell'abito della religione e dell'«ideologia» degli Indoeuropei i principali contributi vennero del francese George Dumézil (che ipotizzò un'ideologia tripartita attraverso la quale veniva letto ogni ambito del reale) e dell'italiano Giacomo Devoto (che teorizzò una successione di due fasi - una «teocratica» e una «democratica», con il passaggio dall'una all'altra avvenuto con una vera e propria rivoluzione). Entrambi sono stati però successivamente oggetto di numerose critiche per i molti tratti giudicati eccessivamente speculativi.

##### La ricerca della patria ancestrale

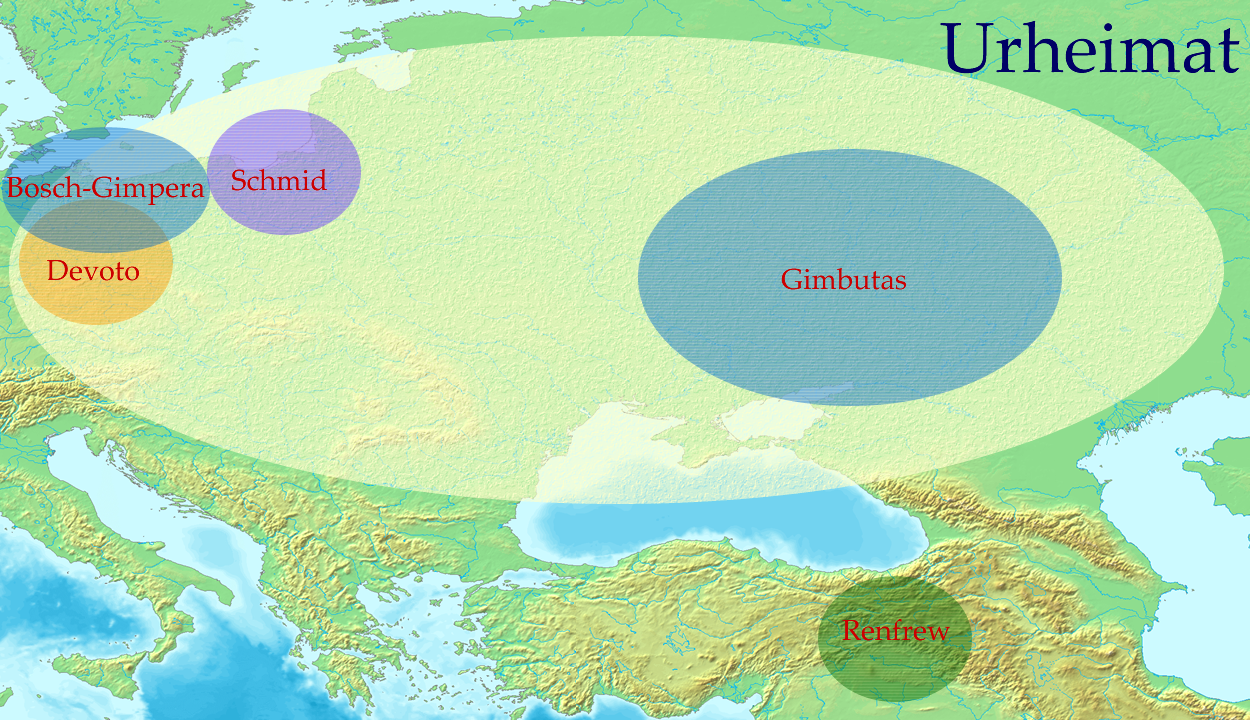
Alcune ipotesi di collocazione della patria ancestrale degli Indoeuropei, identificate attraverso i nomi degli studiosi che le hanno proposte

Un altro filone ampiamente percorso dall'indoeuropeistica fin dalle sue origini è stato quella dell'individuazione della patria originaria degli Indoeuropei (Urheimat, come spesso è indicata ricorrendo all'espressione tedesca), ossia quale sia stato il luogo in cui è stato parlato l'indoeuropeo ricostruito. Il problema è connesso a quello della cronologia (assoluta e relatica) della frammentazione della famiglia linguistica indoeuropea, ed è pertanto strettamente intrecciato agli sviluppi della dialettologia. Inizialmente, ed essendo la nascita stessa dell'indoeuropeistica in gran parte connessa alla «scoperta» del sanscrito da parte degli europei, i primi studiosi propendettero verso una collocazione asiatica della patria ancestrale in particolare India (il Nord-ovest secondo Friedrich von Schlegel, il Kashmir secondo Thomas Young). Nel corso del XIX furono poi proposte numerose altre sedi, per lo più frutto di speculazioni gratuite (da Babilonia al Polo Nord), fino a restringere il campo a poche, e più solidamente argomentate, opzioni. Due, in particolare, gli scenari presi in considerazione dalla disciplina: l'Europa centro-settentrionale e le steppe della Russia meridionale; scarso credito ha raccolto tra gli indoeuropeisti (e tra i linguisti in genere) la teoria di un'Urheimat anatolica proposta dall'archeologo Colin Renfrew, così come quella di considerare l'indoeuropeo come un pidgin.
Nel 1851 Robert Latham propose per prima un'ubicazione europea della patria ancestrale: la Lituania. Inizialmente poco considerata, tale ipotesi fu poi ripresa da Theodor Poesche nel 1878, che l'accompagnò a considerazioni dialettologiche: riteneva, infatti, che il lituano fosse la lingua indoeuropea più arcaica e postulò che ciò fosse dovuto al fatto che i Lituani fossero gli Indoeuropei che non si erano mai mossi dall'Urheimat. Poco più tardi, nel 1883, Karl Penka rilanciò la tesi di un insediamento originario europeo, ma questa volta collocandolo nella Scandinavia meridionale. Nel 1902 l'ipotesi fu ripresa dall'autorevole germanista Gustaf Kossinna, che ne decretò un lungo successo. Soltanto nel 1922 Peter Giles rimise in discussione l'ipotesi nordica e si pronunciò, sempre secondo ragionamenti di archeologia linguistica, per l'area danubiana quale focolare indoeuropeo. Nel secondo dopoguerra, tuttavia, la gran parte degli indoeuropeisti accolse la proposta del archeologa Marija Gimbutas di identificare l'Urheimat con la steppa pontico-caspica del sud della Russia e lasciò cadere le ipotesi di una collocazione europea; tra gli ultimi a sostenere localizzazioni centroeuropee, Pere Bosch-Gimpera e Giacomo Devoto.

##### Il dibattito sugli «Ariani»

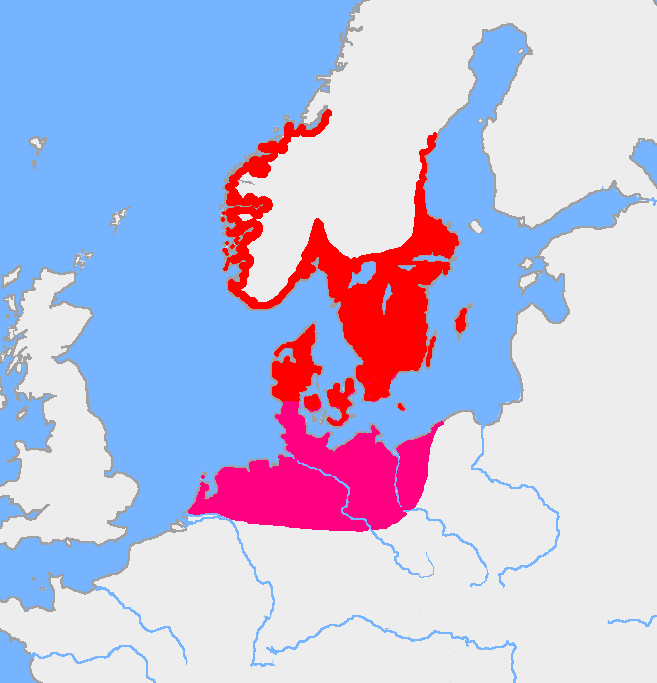
L'area occupata dai Germani durante l'Età del ferro (500 a.C.-60 a.C. circa). In rosso, la loro patria originaria, ove cristallizzarono come popolo (Scandinavia meridionale e Jutland), corrispondente a quella dell'Età del bronzo nordica; in magenta, le regioni precocemente toccate dalla loro espansione e dove si sviluppò la Cultura di Jastorf

Nella sua ricerca della patria ancestrale degli Indoeuropei, l'indoeuropeistica formulò, nel corso del tempo, numerose ipotesi più o meno fondate. Tutte le teorie furono oggetto di dibattito, anche acceso, all'interno della comunità scientifica, ma non travalicarono mai i limiti del confronto accademico; una soltanto, tuttavia, tracimò dall'ambito scientifico a quello politico, dove contribuì a generare effetti anche gravi. Si trattò della proposta di identificare la patria ancestrale degli Indoeuropei - o, come si usava dire all'epoca, degli «Ariani» - con quella dei Germani, individuata nel 1902 da Kossinna nella regione compresa tra Scandinavia meridionale, Jutland e odierna Germania settentrionale.
L'identità, stabilita da Kossinna, tra Indoeuropei e Germani si basò su una ripresa di alcune argomentazioni sviluppate da Penka che quindi, pur essendo fallaci soprattutto dal punto di vista linguistico (era un archeologo), esercitarono una profonda influenza sull'indoeuropeistica della prima metà del XX secolo: che gli Indoeuropei fossero stanziali e agricoltori; che fossero «razzialmente» biondi, dolicocefali e con gli occhi azzurri; che nella loro patria originaria ci fosse il mare e crescesse il faggio («argomento del faggio», desunto secondo il metodo lessicalistico dall'esistenza della parola «faggio» in indoeuropeo ma più tardi dimostrato fallace). Penka e Kossinna ritenevano che soltanto i Germani avessero conservato intatte le caratteristiche - fisiche e morali - degli Indoeuropei originari, e che pertanto fossero rimasti di «pura razza ariana»; tutti gli altri popoli indoeuropei, migrando altrove, avrebbero in qualche modo «corrotto» la purezza originaria. Tali teorie, ormai del tutto slegate dal dibattito scientifico interno all'indoeuropeistica, conobbero grande fortuna soprattutto in Germania nei primi decenni del XX secolo ed entrarono a costituire una parte rilevande della cultura che avrebbe originato l'ideologia nazista. Nello stesso Mein Kampf di Adolf Hitler queste tesi vennero ampiamente riprese, costituendo uno dei presupposti teorici della politica razziale nella Germania nazista.
La Seconda guerra mondiale, con la catastrofe della Shoah, portò al rigetto, anche negli ambienti indoeuropeistici tedeschi più conservatori, della teoria dell'«originarietà» germanica oltre che, ovviamente, delle implicazioni politiche che il nazismo ne aveva fatto derivare; già negli anni venti il dibattito interno all'indoeuropeistica, al di fuori dell'area germanica, aveva ripreso a dibattere il problema dell'Urheimat indoeuropea, approdando a ipotesi totalmente differenti da quella di Kossinna. Tuttavia, la memoria dell'ideologizzazione nazista gettò ancora a lungo un'ombra di discredito non soltanto sulla localizzazione nordeuropea della patria ancestrale, ma anche sull'intera indoeuropeistica come disciplina. Lo stesso termine «ariano» venne abbandonato come sinonimo di «indoeuropeo» e impiegato soltanto, perlopiù in composti, per definire tutti o alcuni popoli indoiranici.

## Metodologia
L'indoeuropeistica si avvale di diverse metodologie operative; alcune sviluppate autonomamente, altre mutuate da diverse discipline linguistiche. Per quel che concerne la ricostruzione della lingua comune preistorica, ci si affida a:
- Metodo comparativo: principale elaborazione metodologica dell'indoeuropeistica, tale metodo consiste nel raffrontare parole, radici o strutture morfosintattiche di lingue diverse per arrivare a una ricostruzione del comune antenato indoeuropeo. La fondatezza della ricostruzione poggia sul presupposto della regolarità del mutamento fonetico enunciata dalla legge di Leskien. L'applicazione concreta del metodo comparativo poggia su diversi criteri utili a individuare quale tratto debba essere considerato più arcaico - e dunque più vicino all'indoeuropeo comune. Tra i fondamentali si contano:
  - il criterio dell'"area maggiore": si considera più arcaico il tratto presente nel maggior numero di lingue derivate;
  - il criterio delle "aree laterali": si considera più arcaico il tratto presente in lingue geograficamente e/o dialettalmente più distanti tra di loro, come per esempio latino e sanscrito;
  - il criterio dell'"antichità dei testi": si considera più arcaico il tratto di attestazione cronologicamente più antica;
  - il criterio dell'"arcaicità della lingua": si considera più arcaico il tratto presente in lingue considerate più arcaiche, ovvero meno innovative rispetto all'indoeuropeo comune (per esempio, il lituano) o alla protolingua di una singola famiglia linguistica (per esempio, l'irlandese rispetto alla lingua protoceltica). Tale criterio risente tuttavia delle differenti impostazioni dialettologiche, che assegnano maggior arcaismo all'una piuttosto che all'altra lingua.
- Ricostruzione interna: a differenza della ricostruzione comparativa, quella interna non si basa sulla comparazione di tratti attestati in diverse lingue, ma sull'analisi di variazioni interne a una stessa lingua, alla ricerca di forme anomale. Tali anomalie, o irregolarità, sono considerate spie di una situazione linguistica antecedente e storicamente perduta attraverso il meccanismo della regolarizzazione tramite analogia. Generalmente, le forme anomale sono ritenute arcaismi, e quindi elementi utili a ricostruire la preistoria della lingua, e quindi l'indoeuropeo comune. La ricostruzione interna non offre tuttavia il medesimo grada di affidabilità della ricostruzione comparativa: alcuni indoeuropeisti la rifiutano interamente, mentre quanti vi ricorrono lo fanno comunque con prudenza e appoggiandosi alla tipologia.
- Tipologia linguistica: applicata all'indoeuropeistica, la tipologia consiste nel valutare la maggiore o minore probabilità che un dato fenomeno compaia nelle lingue reali, e quindi la sua plausibilità se applicato all'indoeuropeo ricostruito. Obiettivo dell'applicazione della tipologia all'indoeuropeistica è pertanto l'esclusione di ricostruzioni (sia comparative sia, soprattutto, interne) meramente speculative di fenomeni fonetici o morfologici, che raramente o mai compaiono nelle lingue concretamente attestate (non necessariamente soltanto le indoeuropee).

Nel tentare di sviluppare di un'archeologia linguistica (o "paleontologia linguistica") che ricostruisca i caratteri concreti del popolo indoeuropeo preistorico ("Antichità indoeuropee"), i metodi sviluppati sono:
- Metodo lessicalistico: mira a ricostruire i caratteri culturali, materiali e immateriali, del popolo indoeuropeo attraverso l'analisi del lessico ricostruito per l'indoeuropeo comune. Tale metodo ha suscitato il massimo interesse alla fine del XIX secolo, per poi essere in seguito fortemente ridimensionato.
- Metodo testuale: anch'esso volto a identicare quanto di originariamente indoeuropeo si sia trasmesso, non lo fa analizzando singole parole (come, appunto, il metodo lessicalistico), quanto piuttosto nelle testimonianze poetiche, mitologiche, religiose e letterarie storicamente attestate.

## Ricerca

### Organi accademici
Dipartimenti, istituti e centri studi universitari dedicati all'indoeuropeistica:
Austria
- Università di Innsbruck, (DE) Sprachwissenschaft - Institut für Sprachen und Literaturen, su uibk.ac.at. URL consultato il 28 settembre 2009.
- Università di Vienna, (DE) Indogermanistik - Institut für Sprachwissenschaft, su univie.ac.at. URL consultato il 28 settembre 2009.

Danimarca
- Università di Copenaghen, (DA) Indoeuropæisk - Institut for Nordiske Studier og Sprogvidenskab, su indoeuropaeisk.ku.dk. URL consultato il 28 settembre 2009 (archiviato dall'url originale il 6 gennaio 2017).
- Università di Copenaghen, (DA, EN) Roots of Europe - Language, Culture, and Migrations, su rootsofeurope.ku.dk. URL consultato il 28 settembre 2009.

Germania:
- Università Humboldt di Berlino, (DE) Historisch-vergleichende Sprachwissenschaft, su www2.hu-berlin.de. URL consultato il 28 settembre 2009 (archiviato dall'url originale il 15 luglio 2010).
- Libera Università di Berlino, (DE, EN) Vergleichende und Indogermanische Sprachwissenschaft - Institut für Griechische und Lateinische Philologie, su geisteswissenschaften.fu-berlin.de. URL consultato il 28 settembre 2009 (archiviato dall'url originale il 19 agosto 2009).
- Università di Bonn, (DE) Vergleichende Indogermanische Sprachwissenschaft - Institut für Anglistik, Amerikanistik und Keltologie, su indogermanistik.uni-bonn.de. URL consultato il 28 settembre 2009 (archiviato dall'url originale il 30 agosto 2005).
- Università di Colonia, (DE, EN) Institut für Linguistik - Philosophischen Fakultät, su uni-koeln.de. URL consultato il 28 settembre 2009.
- Università Tecnica di Dresda, (DE, EN) Lehrstuhls für Allgemeine und Vergleichende Sprachwissenschaft - Institut für Germanistik, su tu-dresden.de. URL consultato il 28 settembre 2009.
- Università Friedrich-Alexander di Erlangen-Norimberga, (DE) Institut für Vergleichende Indogermanische Sprachwissenschaft, su indogermanistik.phil.uni-erlangen.de. URL consultato il 28 settembre 2009.
- Università di Francoforte, (DE, EN, ES, FR) Titus - Thesaurus Indogermanischer Text- und Sprachmaterialien, su titus.uni-frankfurt.de. URL consultato il 29 settembre 2009.
- Università di Friburgo in Brisgovia, (DE, EN) Indogermanistik - Sprachwissenschaftliches Seminar, su indogermanistik.uni-freiburg.de. URL consultato il 28 settembre 2009.
- Università Georg-August di Gottinga, (DE) Sprachwissenschaftlichen Seminar - Zentrum für Interdisziplinäre Sprachforschung, su zis.uni-goettingen.de. URL consultato il 28 settembre 2009 (archiviato dall'url originale il 21 settembre 2009).
- Università "Martin Lutero" di Halle-Wittenberg, (DE) Seminar für Indogermanistik und Allgemeine Sprachwissenschaft, su indogerm.uni-halle.de. URL consultato il 28 settembre 2009.
- Università di Jena, (DE) Lehrstuhl für Indogermanistik, su indogermanistik.uni-jena.de. URL consultato il 28 settembre 2009 (archiviato dall'url originale il 5 gennaio 2010).
- Università di Marburgo, (DE) Historisch-vergleichende Sprachwissenschaft, su uni-marburg.de. URL consultato il 23 settembre 2020.
- Università Luigi e Massimiliano di Monaco, (DE) Lehrstuhl für Historische und Indogermanische Sprachwissenschaft - Fakultät für Sprach- und Literaturwissenschaften, su indogermanistik.uni-muenchen.de. URL consultato il 28 settembre 2009.
- Università di Münster, (DE) Institut für Indogermanische Sprachwissenschaft, su uni-muenster.de. URL consultato il 28 settembre 2009.

Italia
- Università di Firenze,  Dipartimento di Linguistica, su linguistica.unifi.it. URL consultato il 2 ottobre 2009 (archiviato dall'url originale il 25 settembre 2009).
- Università di Macerata,  Dipartimento di Ricerca linguistica, letteraria e filologica, su unimc.it. URL consultato il 2 ottobre 2009 (archiviato dall'url originale il 12 ottobre 2009).
- Università di Padova,  Sezione di linguistica - Dipartimento di Discipline linguistiche, comunicative e dello spettacolo, su maldura.unipd.it. URL consultato il 2 ottobre 2009.
- Università di Palermo,  Dipartimento di Scienze Filologiche e Linguistiche, su 147.163.11.3. URL consultato il 2 ottobre 2009 (archiviato dall'url originale il 12 settembre 2008).
- Università di Pavia, (IT, EN) Dipartimento di Linguistica Teorica e Applicata, su lettere.unipv.it. URL consultato il 2 ottobre 2009 (archiviato dall'url originale l'8 novembre 2009).
- Università di Pisa,  Dipartimento di Filologia, Letteratura e Linguistica, su fileli.unipi.it. URL consultato il 6 maggio 2014.
- Università di Verona,  Dipartimento di Filologia, Letteratura e Linguistica http://www.dfll.univr.it/, su dfll.univr.it. URL consultato il 24 novembre 2011 (archiviato dall'url originale l'11 gennaio 2012).

Paesi Bassi:
- Università di Leida, (NL) Vergelijkende Indo-Europese taalwetenschap - Faculteit der Geesteswetenschappen, su hum.leidenuniv.nl. URL consultato il 28 settembre 2009.

Polonia:
- Università Jagellonica, (PL) Katedra Językoznawstwa Ogólnego i Indoeuropejskiego, su filg.uj.edu.pl. URL consultato il 28 settembre 2009.

Regno Unito
- Università di Oxford, (EN) Comparative and Classical Philology, and Historical Linguistics - Faculty of Linguistics, Philology & Phonetics, su ling-phil.ox.ac.uk. URL consultato il 29 settembre 2009 (archiviato dall'url originale il 5 aprile 2010).

Repubblica Ceca
- Università Carolina di Praga, (CS, EN) Ústav Srovnávací Jazykovědy - Filozofické Fakulty, su enlil.ff.cuni.cz. URL consultato il 28 settembre 2009.

Slovenia:
- Università di Lubiana, (SL, EN) Oddelek za primerjalno in splošno jezikoslovje - Filozofska fakulteta, su spj.ff.uni-lj.si. URL consultato il 28 settembre 2009 (archiviato dall'url originale l'8 febbraio 2009).

Spagna:
- Università Complutense di Madrid, (ES, EN) Departamento de Filología Griega y Lingüística Indoeuropea - Facultad de Filología, su ucm.es. URL consultato il 28 settembre 2009 (archiviato dall'url originale il 17 settembre 2006).
- Università di Salamanca, (ES) Departamento de Filología Clásica e Indoeuropeo, su clasicas.usal.es. URL consultato il 28 settembre 2009.

Stati Uniti
- Università Cornell di Ithaca, (EN) Indo-European Linguistics - Department of Linguistics, su ling.cornell.edu. URL consultato il 29 settembre 2009.
- Università di Harvard, (EN) Department of Linguistics, su fas.harvard.edu. URL consultato il 29 settembre 2009 (archiviato dall'url originale il 1º ottobre 2009).
- Università della California - Los Angeles, (EN) Interdepartmental graduate program in Indo-European Studies, su humnet.ucla.edu. URL consultato il 29 settembre 2009.
- Università del Texas ad Austin, (EN) Indo-European Documentation Center - Linguistics Research Center, su utexas.edu. URL consultato il 29 settembre 2009 (archiviato dall'url originale il 17 settembre 2009).

Svizzera:
- Università di Berna, (DE) Historisch-vergleichende Linguistik - Institut für Sprachwissenschaft, su isw.unibe.ch. URL consultato il 29 settembre 2009 (archiviato dall'url originale il 26 febbraio 2009).
- Università di Neuchâtel, (FR) Linguistique comparative - Institut de linguistique, su www2.unine.ch. URL consultato il 29 settembre 2009 (archiviato dall'url originale il 27 settembre 2007).
- Università di Zurigo, (DE) Indogermanisches Seminar, su indoger.uzh.ch. URL consultato il 29 settembre 2009 (archiviato dall'url originale il 28 ottobre 2009).

### Riviste
Principali riviste di indoeuropeistica e linguistica storico-comparata:
- AGI, Archivio glottologico italiano di Firenze, fondata nel 1873 da Graziadio Isaia Ascoli.
- BSL, Bulletin de la Société de Linguistique de Paris di Parigi, fondata nel 1864.
- IF, Indogermanische Forschungen di Berlino, fondata nel 1892 da Karl Brugmann e Wilhelm Streitberg.
- IFŽ, Istoriko-filologičeskij žurnal Akademii nauk Armjanskoj SSR di Eravan.
- JIES, Journal of Indo-European Studies di Hattiesburg, fondata nel 1973 da Roger Pearson.
- KZ, Zeitschrift für vergleichende Sprachforschung (nota come Kuhns Zeitschrift) di Gottinga, fondata nel 1852 da Adalbert Kuhn, rinominata Historische Sprachforschung (HS) nel 1988.
- MSS, Münchner Studien zur Sprachwissenschaft di Monaco di Baviera, fondata nel 1952.
- Die Sprache di Vienna, fondata nel 1949.
- Studia Indo-Europaea di Bucarest, fondata nel 2001.